# Njartshabbirroavvi
Njartshabbirroavvi är en kulle i Finland. Den ligger i Utsjoki kommun och landskapet Lappland, i den norra delen av landet, 1 100 km norr om huvudstaden Helsingfors. Toppen på Njartshabbirroavvi är 312 meter över havet. Njartshabbirroavvi ingår i Paistunturit.
Terrängen runt Njartshabbirroavvi är huvudsakligen platt, men åt nordost är den kuperad. Terrängen runt Njartshabbirroavvi sluttar österut.  Trakten runt Njartshabbirroavvi är nära nog obefolkad, med mindre än två invånare per kvadratkilometer. Det finns inga samhällen i närheten. Omgivningarna runt Njartshabbirroavvi är i huvudsak ett öppet busklandskap.